# Christian Friedrich Fritzsch

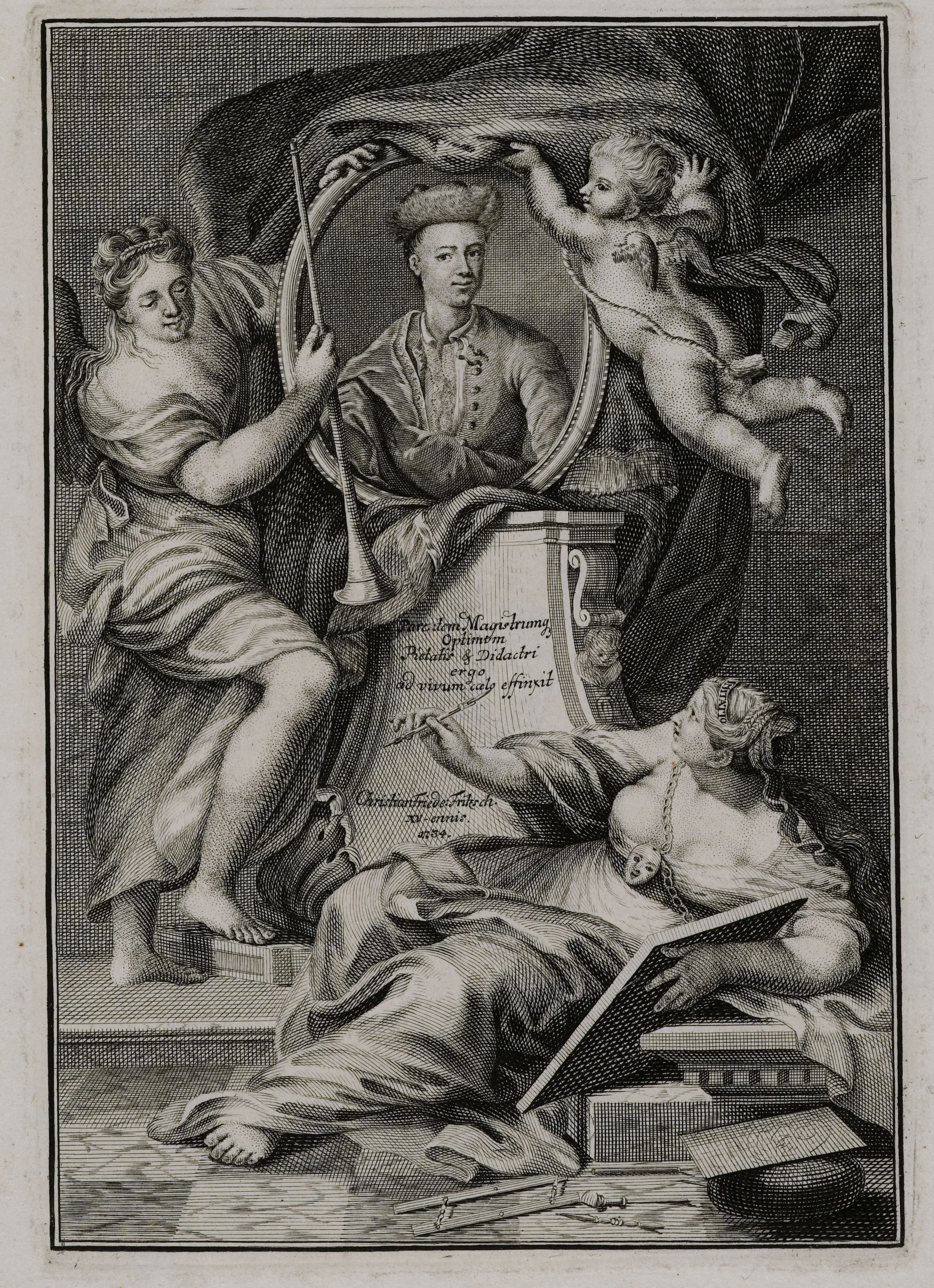
Kupferstich des 15-jährigen Christian Friedrich Fritzsch mit dem Porträt seines Vaters und Lehrmeisters im Kupferstechen Christian, Hamburg 1734

Christian Friedrich Fritzsch (* ca. 1719 in Hamburg; † vor 1774) war ein deutscher Kupferstecher.

## Leben
Fritzsch war der Sohn des Kupferstechers Christian Fritzsch und dessen Frau Anna Elisabeth (geborene Gebien). Auch sein jüngerer Bruder Johann Christian Gottfried Fritzsch wurde Kupferstecher. Beide erlernten den Beruf bereits im Kindesalter von ihrem Vater in dessen Werkstatt in Schiffbek. Zeitweilig arbeitete Fritzsch als Universitätskupferstecher an der Georg-August-Universität Göttingen und signierte dort 1739 das Porträt des Fechtmeisters Anton Friedrich Kahn (1713–1797) mit dem Zusatz „Acad. Goetting. Sculptor“. Gemeinsam mit seinem Bruder war er wohl von 1742 bis 1772 in Amsterdam für verschiedene Verleger mit der Erstellung von Buchillustrationen beschäftigt.